# Sentimientos (álbum de Stravaganzza)
Sentimientos es el segundo trabajo de Stravaganzza, cuyo lanzamiento se produce el 3 de marzo de 2005, bajo el sello de Avispa Music y la producción de Big Simon. El disco, que también es llamado Segundo Acto es conceptual, ya que cada canción trata sobre un sentimiento distinto. Del álbum, graban en videoclip la canción Miedo, que aparecerá en el EP Hijo del miedo.

## Canciones
1. Miedo 3:38
2. Esperanza 5:46
3. Impotencia 4:50
4. Arrepentimiento 7:13
5. Pasión 6:21
6. Odio 6:20
7. Frustración 5:07
8. Desilusión 6:51
9. Soledad 5:57
10. Duda 6:21
11. Dolor 9:52

El disco cuenta también con un track oculto llamado Nostalgia que se encuentra al final de Dolor, que dura apenas más de un minuto. Nostalgia se encuentra luego de un espacio de silencio cuando ha finalizado Dolor.

## Componentes
- Edu Fernández: Bajo.
- Leo Jiménez: Voz.
- Dani Pérez: Batería.
- Pepe Herrero: Guitarra, teclado y orquestaciones.

## Músicos adicionales
- Rodrigo Calderón: Violín

## Coro
- Leo Jiménez
- Pepe Monge
- David Martínez
- Carlos Martínez
- Pepe Herrero
- Aroa Martín
- Beatriz Albert
- Fátima
- Claudia
- Lucía

- Datos: Q6125035